# Arnold Gartmann
Arnold Gartmann (n. 20 noiembrie 1904, San Murezzan, cantonul Graubünden, Elveția – d. 4 iunie 1980) a fost un bober ce a reprezentat Elveția, medaliat olimpic. A participat la o ediție a Jocurilor Olimpice (1936) în care a câștigat o medalie de aur.

## Participări
Lista de mai jos prezintă principalele competiții la care a participat Arnold Gartmann de-a lungul carierei.
- bobsleigh at the 1936 Winter Olympics – four-man[*]